# Tegomass
Tegomass (テゴマス) foi um grupo musical composto por Yuya Tegoshi e Takahisa Masuda do grupo NEWS e foi criado com intuito de promover a Johnny & Associates. Em 19 de junho de 2020, Tegoshi encerrou seu contrato com a Johnny's Entertainment, assim encerrando o grupo.

## Carreira
O primeiro single, Miso Soup, foi lançado em novembro de 2006 na Suécia, um mês depois foi lançado no Japão, onde alcançou a 1.ª posição no ranking da Oricon. O outro single lançado, Kiss ~ Kaerimichi no Love Song ~, que foi lançado 16 de Maio de 2007, foi o tema de encerramento do anime Lovely Complex.
Foi lançado em 18 de Junho de 2008, o single chamado Ai Ai Gasa, o encerramento do anime Neo Angelique Abyss, o single alcançou a primeira posição no ranking da Oricon.
Em 8 de julho de 2009, foi lançado o single Tanabata Matsuri que permaneceu 10 semanas no ranking da Oricon. O primeiro álbum da banda, Tegomass no Uta, alcançou a primeia posição no ranking semanal da Oricon.

## Membros
- Tegoshi Yuya (手越祐也)
- Masuda Takahisa (増田貴久)

## Discografia

### Singles
- Miso Soup (2006)

Lançado primeiramente como "Miso Soup", na Suécia, posteriormente ganhou uma versão em japonês.
- Kiss ~ Kaerimichi no Love Song ~ (2007)

Teve duas faixas utilizadas no anime Lovely Complex, "Kimi+Boku=LOVE?" como abertura e "Kiss ~Kaerimichi no Love Song~ como encerramento.
- Ai Ai Gasa (2008)

Utilizado como encerramento da primeira temporada de Neo Angelique Abyss.
- Tanabata Matsuri (2009)

Lançado em 8 de julho.
- Aoi Bench (2011)

Lançado 16 de fevereiro.
- Sayonara ni Sayonara (2013)

Lançado 6 de março.
- Neko Chudoku (2013)

Lançado 22 de maio.(último até o momento)

### Álbuns
- Tegomass no Uta (2009)

Primeiro álbum, contém faixas exclusivas como "Miso Soup (English Version)" e "Chicken Boy", composto por Tegoshi Yuya (melodia) e Masuda Takahisa (letras).
- Tegomass no Ai (2010)

Mini-álbum lançado em 2010.
- Tegomass no Maho (2011)

Lançado 19 de outubro.
- Tegomass no Seishun (2014)

Lançado 22 de janeiro.

## DVDs
- Tegomass no Uta - 1st Live Concert.

Lançado em 20 de janeiro de 2010 com a gravação de uma das apresentações do primeira turnê da dupla.
- Tegomass no Ai - 2nd Live Concert.

Lançado em 11 de maio de 2011.
- Tegomass no Maho - 3rd Live Concert.

Lançado em 25 de abril de 2012.
- Tegomass no Seishun - 4th Live Concert.

Lançado em 13 de maio de 2015.